# Jonathan Carlsbogård
Jonathan Carlsbogård (Göteborg, 19 de abril de 1995) es un jugador de balonmano sueco que juega de lateral izquierdo en el Fútbol Club Barcelona de la Liga Asobal. Es internacional con la selección de balonmano de Suecia.
Su primer gran campeonato con la selección fue el Campeonato Mundial de Balonmano Masculino de 2021, donde su selección consiguió la medalla de plata.

## Palmarés

### Selección nacional
| Campeonato Mundial | Campeonato Mundial   | Campeonato Mundial | Campeonato Mundial |
| Año                | Lugar                | Medalla            |                    |
| ------------------ | -------------------- | ------------------ | ------------------ |
| 2021               | Egipto               | Medalla de plata   |                    |
| Campeonato Europeo |                      |                    |                    |
| Año                | Lugar                | Medalla            |                    |
| 2022               | Hungría y Eslovaquia | Medalla de oro     |                    |
| 2024               | Alemania             | Medalla de bronce  |                    |

### TBV Lemgo
- Copa de Alemania de balonmano (1): 2020

### FC Barcelona
- Liga Asobal (2): 2023, 2024
- Copa Asobal (2): 2023, 2024
- Copa del Rey (2): 2023, 2024
- Supercopa Ibérica (3): 2022, 2023, 2024
- Liga de Campeones de la EHF (1): 2024

## Clubes
| Club                  | País     | Año         |
| --------------------- | -------- | ----------- |
| Redbergslids IK       | Suecia   | 2013 - 2018 |
| TBV Lemgo             | Alemania | 2018 - 2022 |
| Fútbol Club Barcelona | España   | 2022 - Act. |